# 上王乡
上王乡，是中华人民共和国山西省运城市盐湖区下辖的一个乡镇级行政单位。

## 行政区划
上王乡下辖以下地区：
上王村、郭村、垣峪村、郭村庄村、牛庄村、子谏村、后堡村、董家池村和西堡村。